# Rancés Barthelemy
Rancés Barthelemy est un boxeur cubain né le 25 juin 1986 à Arroyo Naranjo.

## Carrière
Passé professionnel en 2009, il combat le 3 janvier 2014 contre Argenis Mendez, champion du monde des poids super-plumes IBF, et le met KO à la fin de la 2e reprise. Annoncé dans un premier temps vainqueur, le combat est finalement déclaré sans décision car le ralenti a montré que le KO était intervenu quelques instants après la fin de ce second round. Une revanche est organisée le 10 juillet 2014 et le cubain l'emporte cette fois aux points à l'unanimité des juges.
Barthelemy conserve son titre le 4 octobre 2014 en disposant aux points de Fernando David Saucedo puis le laisse vacant en février 2015. Il remporte le 18 décembre 2015 le titre IBF vacant des poids légers en battant aux points Denis Shafikov puis le conserve le 3 juin 2016, à nouveau aux points, contre Mickey Bey avant de le laisser vacant 3 jours plus tard.
Rancés Barthelemy poursuit dès lors sa carrière en super-légers et bat aux points le 20 mai 2017 Kiryl Relikh. Il est en revanche battu lors du combat revanche le 10 mars 2018 pour le gain du titre vacant WBA de la catégorie.